# Oswaldo Henríquez
Oswaldo Henríquez (Santa Marta, Magdalena, Colombia; 10 de marzo de 1989) es un futbolista colombiano que juega como defensa central y actualmente se encuentra en el São-Joseense del Campeonato Paranaense 2025  en Brasil.

## Trayectoria

### Millonarios
Jugó en varios equipos aficionados de Santa Marta hasta que llegó la oportunidad de venir a probarse en las divisiones menores de Millonarios en el año 2007. Jugó en la categoría juvenil todo ese año y luego en la Primera C, siendo campeón de esta categoría en el 2008.
Aunque debutó con el equipo profesional en noviembre de 2007 en un partido de Liga contra La Equidad en el estadio de Techo, y aunque también jugó partidos de la Copa Colombia 2008, apenas es confirmado en 2009 en el equipo profesional haciendo pareja con el mundialista ecuatoriano Iván Hurtado en el inicio de la temporada. Henríquez anota su primer gol como profesional en 2 de octubre de 2009 en un partido que Millonarios empató 2-2 contra Boyacá Chicó en Tunja.
Con la llegada del defensor central venezolano Alejandro Cichero, el jugador samario es relegado a la suplencia sin ningún motivo justificado, sin embargo sigue alternando con el equipo titular en cada partido de la Liga Colombiana.

### Querétaro
Después de quedar campeón del finalización 2012, es cedido por un año al Querétaro de México. En el primer semestre del año 2013 termina el campeonato como el titular y siendo considerado de los mejores jugadores del club en el torneo clausura.

### Segundo ciclo en Millonarios
En el inicio del año 2014 regresa a Millonarios.
Después de dos años con el club embajador se despediría tras finalizar su contrato, terminaría con 6 goles en 178 partidos disputados.

### Sport Recife
El 27 de diciembre de 2015 el Newell's demostró su interés por el jugador pero al no llegar a un acuerdo entre las partes una semana más tarde el 8 de enero llega y hace su primera práctica con el club del nordeste brasileño, firmaría por tres años con el conjunto brasilero.
El 19 de marzo de 2016 marca su primer gol con el club en la goleada como visitantes 4 a 0 sobre América-PE por el Campeonato Pernambucano. El 28 de junio se coronan campeones del Campeonato Pernambucano derrotando a Salgueiro 2 a 1 en el global logrando así su primer título internacional.

### Vasco de Gama
El 15 de julio de 2018 es presentado como nuevo jugador del Vasco da Gama del Campeonato Brasileño de Serie A. El 10 de noviembre marca su primer gol con el club en la victoria 3 por 1 como visitantes ante Centro Sportivo Alagoano.

### Paysandú
En diciembre de 2022 se confirma como nuevo refuerzo de Paysandú. Tras 8 partidos disputados en los que anotó un gol, en el mes de abril de 2023 se comunica que no seguirá en la institución.

## Selección Colombia
Estuvo en varios llamados con la Selección Sub-20 en el año 2008 en los miniciclos de preparación para el Campeonato Sudamericano Sub-20 de Venezuela 2009, aunque al final no fue convocado en el equipo que disputó el torneo.

## Clubes
| Club            | País     | Año           |
| --------------- | -------- | ------------- |
| Millonarios     | Colombia | 2007 - 2012   |
| Querétaro       | México   | 2013          |
| Millonarios     | Colombia | 2014 - 2015   |
| Sport Recife    | Brasil   | 2016 - 2018   |
| Vasco da Gama   | Brasil   | 2018 - 2019   |
| Bnei Sakhnin    | Israel   | 2020          |
| Deportivo Pasto | Colombia | 2021          |
| Águilas Doradas | Colombia | 2021 - 2022   |
| Criciúma        | Brasil   | 2022          |
| Paysandú        | Brasil   | 2023          |
| Vila Nova       | Brasil   | 2024          |
| São-Joseense    | Brasil   | 2025-presente |

## Estadísticas
| Millonarios · Colombia | 1ª            | F-2007        | 3   | 0 | —  | — | 0  | 0 | 3   | 0 |
| Millonarios · Colombia | 1ª            | 2008          | 0   | 0 | 4  | 0 | —  | — | 4   | 0 |
| Millonarios · Colombia | 1ª            | 2009          | 15  | 1 | 6  | 0 | —  | — | 21  | 1 |
| Millonarios · Colombia | 1ª            | 2010          | 31  | 1 | 9  | 1 | —  | — | 40  | 2 |
| Millonarios · Colombia | 1ª            | 2011          | 9   | 0 | 7  | 0 | —  | — | 16  | 0 |
| Millonarios · Colombia | 1ª            | 2012          | 22  | 2 | 8  | 0 | 4  | 0 | 34  | 2 |
| Querétaro · (cedido) · México | 1ª            | C-2013        | 15  | 0 | 0  | 0 | —  | — | 15  | 0 |
| Querétaro · (cedido) · México | 1ª            | 2013-14       | 6   | 0 | 2  | 0 | —  | — | 8   | 0 |
| Querétaro · (cedido) · México | Total club    | Total club    | 21  | 0 | 2  | 0 | 0  | 0 | 23  | 0 |
| Millonarios · Colombia | 1ª            |               |     |   |    |   |    |   |     |   |
| Millonarios · Colombia | 1ª            | F-2014        | 25  | 1 | 5  | 0 | 2  | 0 | 32  | 1 |
| Millonarios · Colombia | 1ª            | 2015          | 26  | 0 | 2  | 0 | —  | — | 28  | 0 |
| Millonarios · Colombia | Total club    | Total club    | 131 | 0 | 41 | 0 | 6  | 0 | 178 | 6 |
| Sport Recife · Brasil | 1ª            | 2016          | 13  | 1 | 7  | 0 | 0  | 0 | 20  | 1 |
| Sport Recife · Brasil | 1ª            | 2017          | 29  | 0 | 1  | 0 | 6  | 0 | 36  | 0 |
| Sport Recife · Brasil | 1ª            | 2018          | 2   | 0 | 2  | 0 | —  | — | 4   | 0 |
| Sport Recife · Brasil | Total club    | Total club    | 44  | 1 | 10 | 0 | 6  | 0 | 60  | 1 |
| Vasco da Gama · Brasil | 1.ª           | 2018          | 10  | 0 | 2  | 0 | 2  | 0 | 14  | 0 |
| Vasco da Gama · Brasil | 1.ª           | 2019          | 28  | 1 | 0  | 0 | —  | — | 28  | 1 |
| Vasco da Gama · Brasil | Total club    | Total club    | 38  | 1 | 2  | 0 | 2  | 0 | 42  | 1 |
| Total carrera | Total carrera | Total carrera | 234 | 7 | 55 | 1 | 14 | 0 | 303 | 8 |
| (1) Incluye datos de la Copa Colombia, Copa México. (2) Incluye datos de la Copa Sudamericana. * Incluye datos de Torneos estatales. |               |               |     |   |    |   |    |   |     |   |

- Fuente fichajes.com

## Palmarés

### Campeonatos Regionales
| Título                  | Club          | País   | Año  |
| ----------------------- | ------------- | ------ | ---- |
| Campeonato Pernambucano | Sport Recife  | Brasil | 2017 |
| Taça Guanabara          | Vasco da Gama | Brasil | 2019 |

### Campeonatos nacionales
| Título            | Club        | País     | Año  |
| ----------------- | ----------- | -------- | ---- |
| Copa Colombia     | Millonarios | Colombia | 2011 |
| Liga Finalización | Millonarios | Colombia | 2012 |